# World RX de Bélgica 2016
El World RX de Bélgica es una prueba de Rallycross en Bélgica válida para el Campeonato Mundial de Rallycross. Se celebró en el Circuito Jules Tacheny Mettet en Mettet, Bélgica
Mattias Ekström consiguió su segunda victoria consecutiva de la temporada a bordo de su Audi S1, seguido de Sébastien Loeb y Petter Solberg.
En RX2 Lites ganó el noruego Thomas Bryntesson, seguido de Simon Olofsson y Joachim Hvaal.

## Supercar

### Series

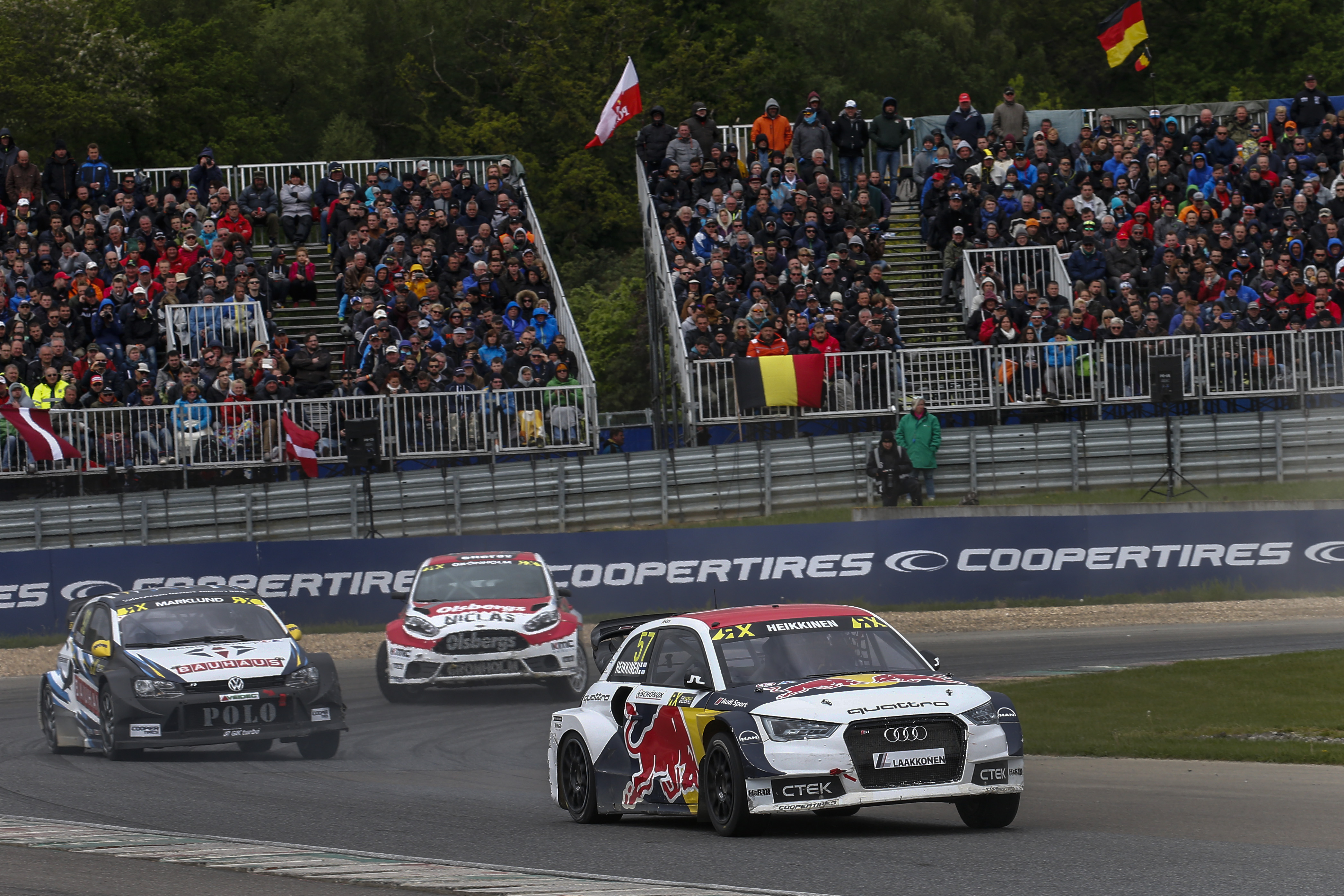
Toomas Heikkinen, Anton Marklund y Niclas Grönholm

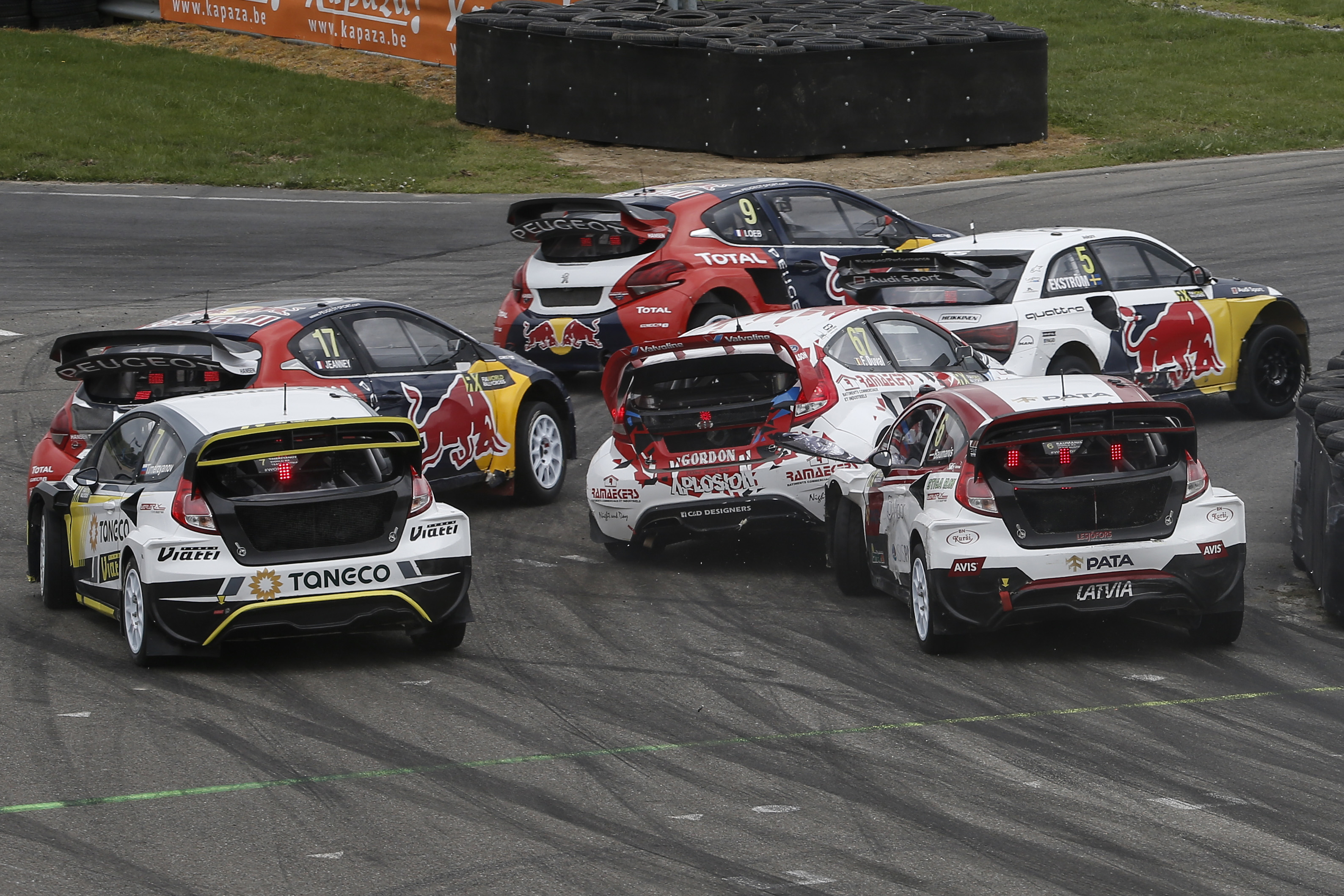
Los pilotos tomando la primera curva en la semifinal 1

| Pos. | No. | Piloto               | Equipo                          | Auto                | Q1  | Q2  | Q3  | Q4  | Pts |
| ---- | --- | -------------------- | ------------------------------- | ------------------- | --- | --- | --- | --- | --- |
| 1    | 5   | Mattias Ekström      | EKS RX                          | Audi S1             | 2º  | 1º  | 1º  | 9º  | 16  |
| 2    | 1   | Petter Solberg       | Petter Solberg World RX Team    | Citroën DS3         | 3º  | 4º  | 2º  | 1º  | 15  |
| 3    | 9   | Sébastien Loeb       | Team Peugeot-Hansen             | Peugeot 208         | 1º  | 7º  | 3º  | 2º  | 14  |
| 4    | 3   | Johan Kristoffersson | Volkswagen RX Sweden            | Volkswagen Polo     | 4º  | 3º  | 4º  | 5º  | 13  |
| 5    | 67  | François Duval       | Ecurie Bayard ASBL              | Ford Fiesta         | 6º  | 11º | 7º  | 4º  | 12  |
| 6    | 21  | Timmy Hansen         | Team Peugeot-Hansen             | Peugeot 208         | 12º | 5º  | 5º  | 8º  | 11  |
| 7    | 6   | Jānis Baumanis       | World RX Team Austria           | Ford Fiesta         | 8º  | 6º  | 8º  | 14º | 10  |
| 8    | 92  | Anton Marklund       | Volkswagen RX Sweden            | Volkswagen Polo     | 5º  | 9º  | 13º | 10º | 9   |
| 9    | 7   | Timur Timerzyanov    | World RX Team Austria           | Ford Fiesta         | 7º  | 2º  | 18º | 13º | 8   |
| 10   | 96  | Kevin Eriksson       | Olsbergs MSE                    | Ford Fiesta ST      | 13º | 10º | 10º | 7º  | 7   |
| 11   | 17  | Davy Jeanney         | Peugeot Hansen Academy          | Peugeot 208         | 9º  | 15º | 6º  | 12º | 6   |
| 12   | 15  | Reinis Nitišs        | All-Inkl.com Münnich Motorsport | SEAT Ibiza          | 10º | 12º | 15º | 6º  | 5   |
| 13   | 4   | Robin Larsson        | Larsson Jernberg Motorsport     | Audi A1             | 17º | 8º  | 9º  | 16º | 4   |
| 14   | 13  | Andreas Bakkerud     | Hoonigan Racing Division        | Ford Focus RS       | 19º | 13º | 17º | 3º  | 3   |
| 15   | 68  | Niclas Grönholm      | Olsbergs MSE                    | Ford Fiesta ST      | 14º | 16º | 12º | 15º | 2   |
| 16   | 57  | Toomas Heikkinen     | EKS RX                          | Audi S1             | 16º | 14º | 11º | 17º | 1   |
| 17   | 33  | Liam Doran           | JRM Racing                      | BMW MINI Countryman | 11º | 18º | 16º | 18º |     |
| 18   | 43  | Ken Block            | Hoonigan Racing Division        | Ford Focus RS       | 18º | 19º | 19º | 11º |     |
| 19   | 55  | René Münnich         | All-Inkl.com Münnich Motorsport | SEAT Ibiza          | 15º | 17º | 14º | 19º |     |

### Semifinales
Semifinal 1
| Pos. | No. | Piloto            | Equipo                 | Tiempo   | Pts |
| ---- | --- | ----------------- | ---------------------- | -------- | --- |
| 1    | 5   | Mattias Ekström   | EKS RX                 | 4:02.278 | 6   |
| 2    | 9   | Sébastien Loeb    | Team Peugeot-Hansen    | +1.737   | 5   |
| 3    | 67  | François Duval    | Ecurie Bayard ASBL     | +7.884   | 4   |
| 4    | 7   | Timur Timerzyanov | World RX Team Austria  | +23.056  | 3   |
| 5    | 17  | Davy Jeanney      | Peugeot Hansen Academy | DNF      | 2   |
|      | 6   | Jānis Baumanis    | World RX Team Austria  | EX       | 0   |

Semifinal 2
| Pos. | No. | Piloto               | Equipo                          | Tiempo   | Pts |
| ---- | --- | -------------------- | ------------------------------- | -------- | --- |
| 1    | 1   | Petter Solberg       | Petter Solberg World RX Team    | 4:00.869 | 6   |
| 2    | 3   | Johan Kristoffersson | Volkswagen RX Sweden            | +1.157   | 5   |
| 3    | 92  | Anton Marklund       | Volkswagen RX Sweden            | +5.112   | 4   |
| 4    | 21  | Timmy Hansen         | Team Peugeot-Hansen             | +5.950   | 3   |
| 5    | 96  | Kevin Eriksson       | Olsbergs MSE                    | +14.568  | 2   |
| 6    | 15  | Reinis Nitišs        | All-Inkl.com Münnich Motorsport | +16.468  | 1   |

### Final
| Pos. | No. | Piloto               | Equipo                       | Tiempo   | Pts |
| ---- | --- | -------------------- | ---------------------------- | -------- | --- |
| 1    | 5   | Mattias Ekström      | EKS RX                       | 3:58.967 | 8   |
| 2    | 9   | Sébastien Loeb       | Team Peugeot-Hansen          | +2.526   | 5   |
| 3    | 1   | Petter Solberg       | Petter Solberg World RX Team | +3.189   | 3   |
| 4    | 92  | Anton Marklund       | Volkswagen RX Sweden         | +10.868  | 4   |
| 5    | 67  | François Duval       | Ecurie Bayard ASBL           | +18.972  | 2   |
| 6    | 3   | Johan Kristoffersson | Volkswagen RX Sweden         | DNF      | 1   |

## RX Lites

### Series
| Pos. | No. | Piloto              | Equipo             | Q1 | Q2 | Q3 | Q4 | Pts |
| ---- | --- | ------------------- | ------------------ | -- | -- | -- | -- | --- |
| 1    | 13  | Cyril Raymond       | Olsbergs MSE       | 7º | 6º | 1º | 1º | 16  |
| 2    | 69  | Sondre Evjen        | JC Raceteknik      | 6º | 1º | 5º | 5º | 15  |
| 3    | 52  | Simon Olofsson      | Simon Olofsson     | 4º | 5º | 6º | 2º | 14  |
| 4    | 8   | Simon Wågø Syversen | Set Promotion      | 1º | 4º | 9º | 6º | 13  |
| 5    | 16  | Thomas Bryntesson   | JC Raceteknik      | 2º | 2º | 8º | 7º | 12  |
| 6    | 99  | Joachim Hvaal       | JC Raceteknik      | 9º | 3º | 3º | 3º | 11  |
| 7    | 33  | Tejas Hirani        | Olsbergs MSE       | 3º | 7º | 4º | 4º | 10  |
| 8    | 26  | Gosselin Regis      | Icepol Racing Team | 5º | 8º | 2º | 9º | 9   |
| 9    | 47  | Alexander Westlund  | Alexander Westlund | 8º | 9º | 7º | 8º | 8   |

### Semifinales
Semifinal 1
| Pos. | No. | Piloto             | Equipo             | Tiempo   | Pts |
| ---- | --- | ------------------ | ------------------ | -------- | --- |
| 1    | 16  | Thomas Bryntesson  | JC Raceteknik      | 4:18.959 | 6   |
| 2    | 13  | Cyril Raymond      | Olsbergs MSE       | +0.163   | 5   |
| 3    | 52  | Simon Olofsson     | Simon Olofsson     | +1.083   | 4   |
| 4    | 33  | Tejas Hirani       | Olsbergs MSE       | +8.287   | 3   |
| 5    | 47  | Alexander Westlund | Alexander Westlund | +10.250  | 2   |

Semifinal 2
| Pos. | No. | Piloto              | Equipo             | Tiempo   | Pts |
| ---- | --- | ------------------- | ------------------ | -------- | --- |
| 1    | 69  | Sondre Evjen        | JC Raceteknik      | 4:21.505 | 6   |
| 2    | 99  | Joachim Hvaal       | JC Raceteknik      | +0.649   | 5   |
| 3    | 8   | Simon Wågø Syversen | Set Promotion      | +4.274   | 4   |
| 4    | 26  | Gosselin Regis      | Icepol Racing Team | DNF      | 3   |

### Final
| Pos. | No. | Piloto              | Equipo         | Tiempo   | Pts |
| ---- | --- | ------------------- | -------------- | -------- | --- |
| 1    | 16  | Thomas Bryntesson   | JC Raceteknik  | 4:19.061 | 8   |
| 2    | 52  | Simon Olofsson      | Simon Olofsson | +1.506   | 5   |
| 3    | 99  | Joachim Hvaal       | JC Raceteknik  | +2.324   | 4   |
| 4    | 69  | Sondre Evjen        | JC Raceteknik  | +18.669  | 3   |
| 5    | 8   | Simon Wågø Syversen | Set Promotion  | DNF      | 2   |
|      | 13  | Cyril Raymond       | Olsbergs MSE   | EX       | 0   |

## Campeonatos tras la prueba
| Pos | Piloto               | Pts | Dif |
| --- | -------------------- | --- | --- |
| 1   | Mattias Ekström      | 78  |     |
| 2   | Petter Solberg       | 73  | +5  |
| 3   | Johan Kristoffersson | 58  | +20 |
| 4   | Sébastien Loeb       | 54  | +24 |
| 5   | Toomas Heikkinen     | 46  | +32 |

| Pos | Piloto              | Pts | Dif |
| --- | ------------------- | --- | --- |
| 1   | Thomas Bryntesson   | 56  |     |
| 2   | Cyril Raymond       | 46  | +10 |
| 3   | Joachim Hvaal       | 43  | +13 |
| 4   | Simon Olofsson      | 38  | +18 |
| 5   | Simon Wågø Syversen | 36  | +20 |

- Nota: Sólo se incluyen las cinco posiciones principales.

| Prueba previa: World RX de Hockenheim 2016 | Temporada 2016 del Campeonato Mundial de Rallycross | Siguiente prueba: World RX de Gran Bretaña 2016 |
| Prueba previa: World RX de Bélgica 2015    | World RX de Bélgica                                 | Siguiente prueba: World RX de Bélgica 2017      |

- Datos: Q24909345
- Multimedia: 2016 World RX of Belgium / Q24909345